# شهرستان هونگان
شهرستان هونگان (به لاتین: Hong'an County) یک منطقهٔ مسکونی در جمهوری خلق چین است که در هوانگانگ واقع شده‌است.